# フルーレティ
フルーレティ（Fleurety）は、ヨーロッパの伝承に伝わる悪魔の1人。

## 概要
魔術や悪魔学に関して記したグリモワールと呼ばれる一連の文献においてその名前が見られる。18世紀もしくは19世紀に民間に流布したグリモワールの1つである『真正奥義書』によれば、フルーレティはベルゼビュート配下の悪魔たちの長であり、ベルゼビュート、Tarchimache とともにアフリカに住まう。
『真正奥義書』と同じく18世紀以降に流布したと考えられているグリモワール『大奥義書』によれば、フルーレティは地獄の3人の支配者ルシファー、ベルゼビュート、アスタロトに仕える6柱の上級精霊の1柱であり、中将であるとされる。精霊の大軍団を指揮しており、バティム、ピュルサン、エリゴルを配下に持つ。仕事を命じると夜のうちに片付けてしまうという。また、望む場所に雹を降らせる力を持つとされる。
作家・魔術研究家のドナルド・タイソンは、フルーレティがヨーハン・ヴァイヤーの『悪魔の偽王国』やグリモワール『ゴエティア』に登場する悪魔フラウロス（Flauros）に由来しているのではないかと推測している。